# 埃特米斯尔
埃特米斯尔是奥地利施蒂利亚州穆尔河畔布鲁克县的一个市镇。总面积32平方公里，总人口517人，人口密度16.2人/平方公里（2001年）。